# Selección de baloncesto de Alemania
La selección de baloncesto de Alemania es el equipo formado por jugadores de nacionalidad alemana que representa a la Federación Alemana de Baloncesto en las competiciones internacionales organizadas por la Federación Internacional de Baloncesto (FIBA) o el Comité Olímpico Internacional (COI): los Juegos Olímpicos, la Copa Mundial de Baloncesto y el EuroBasket.
Entre 1949 y 1990, la FIBA reconoció equipos nacionales alemanes separados debido a la ocupación aliada. La DBB representaba a la República Federal de Alemania (llamada Alemania Occidental de 1949 a 1990), mientras que el equipo de Alemania del Este representó a la República Democrática Alemana (1952-1990). Los dos se fusionarían más tarde, tras la reunificación en 1990.
Los mayores logros de Alemania hasta la fecha han sido competir en 25 apariciones en el EuroBasket, ganando el oro en 1993, plata en 2005 y bronce en 2022. Alemania ha disputado siete apariciones en la Copa Mundial FIBA, ganando el oro en 2023 y el bronce en 2002. En los Juegos Olímpicos, en las seis participaciones de Alemania, sus mejores resultados son tres cuartos de final (1984, 1992, 2020).
Actualmente, Alemania ocupa el tercer lugar en el Ranking Mundial FIBA.

## Historia

### Primeros años (1934-1939)
Alemania se convirtió en miembro de la FIBA en 1934. Después de negarse a participar en el primer EuroBasket de la historia en 1935, el equipo nacional haría su primera presencia en el escenario internacional en los Juegos Olímpicos de 1936 como anfitrión en Berlín. También fue el primer torneo de baloncesto celebrado en los Juegos Olímpicos.
Al ingresar a la competencia , Alemania jugó su primer partido contra Suiza, que el equipo perdería 25-18. La derrota enviaría al equipo al grupo de consolación para terminar el evento. Después del torneo, Alemania no pudo participar en las ediciones del EuroBasket de 1937 y 1939, debido al continuo ascenso de la Alemania nazi a finales de la década de 1930. 

### Alemania de posguerra (1946-1990)
Después de la Segunda Guerra Mundial, junto con la participación de Alemania, al equipo se le prohibió participar en competiciones internacionales hasta 1950. El país también se dividió en Alemania Occidental y Alemania Oriental, tras el fin de la ocupación aliada en 1949. También en 1949, en octubre de ese año se fundó la Federación Alemana de Baloncesto. El equipo nacional de Alemania del Este finalmente se convirtió en miembro de la FIBA en 1952.
Al finalizar su suspensión internacional, Alemania Occidental entró en el EuroBasket de 1951 celebrado en París. El equipo abriría su paso por el torneo con dos grandes derrotas, antes de obtener su primera victoria en la competición contra Escocia por 25–69. Con un récord de (1-2) después de la fase preliminar, Alemania Occidental no pudo avanzar y fue enviada a la fase de clasificación. Allí, el equipo perdió cuatro de sus cinco partidos, y su única victoria fue contra Portugal por 47–39. Alemania Occidental terminaría el evento en el puesto 12 entre los entonces 18 equipos.
Dos años más tarde, Alemania Occidental hizo su segunda aparición en el torneo EuroBasket 1953 en Moscú. El equipo volvería a completar la fase preliminar con un récord de (1-2), esta vez con su única victoria contra Suecia 37-65. Al entrar en las rondas de clasificación, Alemania Occidental obtendría dos victorias más, junto con tres derrotas más. Con un récord general de (3-5), el equipo terminaría la competición en el puesto 14.
Después de actuaciones mediocres en sus dos primeras apariciones en el máximo torneo continental, Alemania Occidental sólo llegaría a la competición cuatro veces (1955, 1957, 1961, 1965) en sus siguientes nueve intentos en 16 años. El mejor resultado para el equipo nacional durante ese período sería su puesto 13 en el evento de 1957.
En 1971, Alemania Occidental volvió a disputar el EuroBasket como anfitriona. Al final, el equipo estuvo tranquilo en el evento, ya que se les negó pasar la ronda preliminar una vez más. Un año después, Alemania Occidental fue sede de los Juegos Olímpicos de 1972 celebrados en Múnich. Fue la segunda vez que la cita olímpica se celebró en suelo alemán. El equipo comenzó la competición en el Grupo B, donde perdería sus dos primeros partidos, antes de derrotar a Filipinas 93–74. Alemania Occidental, sin embargo, sólo terminaría (2-2) en sus siguientes cuatro partidos de la fase de grupos, antes de ser relegada al grupo de clasificación. Allí perderían dos partidos más antes de quedar eliminados. Después de los Juegos Olímpicos, Alemania Occidental no logró clasificarse para una competición internacional importante durante el resto de la década de 1970.
Nueve años después de que Alemania Occidental disputara su último torneo internacional, el equipo se clasificaría para el EuroBasket de 1981. Aunque sólo prevalecerían en un partido de la fase de grupos, una victoria por 66-51 contra Turquía; y tener que cerrar su aparición en el torneo en la fase de clasificación. Dos años más tarde, el equipo regresó al escenario continental en el EuroBasket de 1983. Dirigida por un núcleo joven de jugadores como Detlef Schrempf, Uwe Blab y otros, Alemania Occidental entró en la competición situada en el Grupo B. Tras registrar un récord (2-2) en sus primeros cuatro partidos de la fase de grupos, el equipo derrotó a Israel por 77– 70 en su último juego de la ronda. Sin embargo, terminar en el segundo lugar empatado con Países Bajos, impidió que el equipo avanzara; debido a su derrota contra ellos al principio del torneo.
En 1984, Alemania Occidental hizo su tercera aparición en los Juegos Olímpicos, tras sustituir a la Unión Soviética; quien inició un boicot al evento por motivos políticos. En el torneo, el equipo llegaría a los cuartos de final de la competición por primera vez, antes de sucumbir ante Estados Unidos, eventual medallista de oro (que contaba con un joven Michael Jordan).
Detrás de la alentadora actuación del equipo en los Juegos Olímpicos anteriores, Alemania Occidental, como anfitriona del EuroBasket 1985, buscó aprovechar el impulso. El primer partido fue contra Países Bajos, donde el equipo dominó completamente de principio a fin con una victoria por 104–79. Con un récord de (1-0), Alemania Occidental dividió sus siguientes cuatro partidos de la fase de grupos para llegar a los cuartos de final. Allí, el equipo se quedaría corto ante España, para centrar su atención en las rondas de clasificación. Alemania Occidental ganó sus dos partidos de la fase, para completar el quinto puesto en el evento.
El año siguiente, Alemania Occidental compitió en la Copa Mundial FIBA 1986, después de obtener la clasificación a través de un torneo clasificatorio europeo. En su primera aparición en la competición, y sin los jugadores clave Detlef Schrempf y Uwe Blab debido a que los jugadores de la NBA no eran elegibles para participar en competiciones internacionales en ese momento, Alemania Occidental no logró salir de la fase de grupos. En 1987, Alemania Occidental entraría en su último evento durante la década de 1980. En el EuroBasket de 1987, el equipo sólo consiguió resultados ligeramente mejores, ya que fue eliminado en cuartos de final.

### Reunificación alemana
Después de la Caída del Muro de Berlín en 1989 y la reunificación de Alemania en 1990, una selección nacional unificada de Alemania se clasificó para su primer torneo en los Juegos Olímpicos de 1992. Con la FIBA levantando su regla que impedía a los jugadores de la NBA competir en competencias internacionales, los veteranos Detlef Schrempf y Uwe Blab pudieron representar al equipo nacional por primera vez desde 1985.
Al ubicarse en el Grupo A de la competición, Alemania obtuvo su primera victoria contra la anfitriona España por 83–74. Después de apenas escapar con una victoria en su segundo juego contra Angola 63–64, el equipo se enfrentó a los gigantes del evento hasta ese momento en los Estados Unidos. Sin embargo, Alemania fue fuertemente derrotada por el famoso "Dream Team" 111–68. Después de la derrota, la selección nacional perdió sus dos siguientes partidos de la fase de grupos, pero aseguró su lugar en los cuartos de final. Allí, Alemania perdió contra el equipo unificado que representaba a la ex Unión Soviética 83–76, para terminar el torneo en la ronda de clasificación.
En el EuroBasket de 1993, Alemania ingresó al torneo como anfitriona. Después de que Detlef Schrempf se retirara de la competencia internacional después de los Juegos Olímpicos anteriores, las expectativas para el equipo que se dirigía hacia el evento se atenuaron. Sin embargo, Alemania rápidamente impresionó, ya que llegó hasta los cuartos de final para derrotar a España 77-79 en tiempo extra y llegar a las semifinales por primera vez. Después de una victoria por 76-73 sobre Grecia, el equipo estuvo a una victoria de ganarlo todo. En la final, Alemania ganó su primer título europeo por 71–70 contra Rusia. Además, el juego constante de Christian Welp durante el evento le valió el premio MVP. Tras el triunfo de Alemania, la Copa Mundial FIBA de 1994 y las dos siguientes ediciones del EuroBasket (1995, 1997), el equipo no logró pasar de la fase de grupos.

### La era Nowitzki (1999-2015)
Antes de la llegada de Alemania al EuroBasket de 1999, el equipo seleccionó al prodigio de 21 años Dirk Nowitzki de los Dallas Mavericks para representar a la selección absoluta por primera vez. En su primer partido del torneo, Nowitzki lideró a Alemania con 21 puntos y 5 rebotes, para derrotar por poco a Grecia 59–58. Después de una derrota de diez puntos en su segundo partido ante Lituania, el equipo volvió a la normalidad con una victoria por 68-77 contra la República Checa para acceder a los cuartos de final. Sin embargo, Alemania perdería en la ronda ante la República Federativa de Yugoslavia 78–68, para terminar la competición en la fase de clasificación.
Después de perderse la posibilidad de llegar a los Juegos Olímpicos de 2000, Alemania participó en el EuroBasket de 2001. El primer partido del equipo fue Estonia, donde Dirk Nowitzki aportó 33 puntos y 12 rebotes para llevar a Alemania a la victoria por 92–71. Después de la victoria, Alemania ganó dos de sus siguientes tres juegos para avanzar. En cuartos de final contra Francia, los 32 puntos de Nowitzki ayudaron al equipo a llegar a las semifinales contra Turquía. Allí, la racha de Alemania en el evento llegaría a su fin, después de perder una dura batalla ante los anfitriones 78–79. Con la medalla de bronce aún alcanzable, incluso detrás del récord de Nowitzki en el torneo (43 puntos y 15 rebotes), Alemania fue superada por Pau Gasol, que lideró a España 90–99.
En la Copa Mundial FIBA 2002, Alemania fue colocada en el Grupo C para comenzar la competición. El primer partido del equipo fue una victoria de principio a fin sobre China 76–88, con Dirk Nowitzki liderando el camino una vez más con 30 puntos y 8 rebotes. Después de la victoria, Alemania llegaría hasta los cuartos de final con una revancha contra España, contra quien perdió en el juego por la medalla de bronce en el EuroBasket 2001. El equipo finalmente prevalecería en una remontada ganando 62–70 para llegar a semifinales. Allí, Alemania se quedó corta contra Argentina 80–86 y tuvo que jugar el partido por el tercer puesto. Alemania ganó su primera medalla en la Copa del Mundo, al derrotar a Nueva Zelanda 94-117. Además, la estrella del equipo nacional Dirk Nowitzki fue nombrado MVP del torneo.
Un año después, en el EuroBasket 2003, Alemania sufrió su peor actuación en la competición desde la edición de 1997. El equipo no logró llegar a la fase eliminatoria y, en el proceso, también se perdió los Juegos Olímpicos de 2004, ya que el evento también era clasificatorio. Después de que Alemania tropezara en el EuroBasket en 2003, el equipo entró en el torneo en 2005 con una ambición renovada. Superando la fase preliminar y el playoff, el equipo volvió a estar en cuartos de final. Luego, Alemania haría un esfuerzo total, con cuatro jugadores en cifras dobles para eliminar a Eslovenia por 62–76. En las semifinales, Dirk Nowitzki, que jugó los 40 minutos completos y registró 27 puntos y 7 rebotes, logró que Alemania superara a España por 73-74 y llegara a la final por primera vez en 12 años.Sin embargo, el equipo perdería en el partido por el título contra Grecia, más experimentada, 78–62. Incluso en la derrota, la jugada clave de Nowitzki durante toda la competición le valió el premio MVP.
Al ingresar a la Copa Mundial FIBA 2006, Alemania ganó tres de sus primeros cuatro juegos y empató en el segundo lugar del Grupo B con Angola. Cuando quedaba un partido de la fase, que era contra Angola, Dirk Nowitzki estableció su récord personal en el torneo de 47 puntos en una triple victoria por 103-108 en tiempo extra para asegurarse el segundo lugar. Aunque después de superar a Nigeria 78–77 en los octavos de final, el equipo sería eliminado en cuartos de final por un Carmelo Anthony liderado por Estados Unidos 85–65. En el EuroBasket 2007, Alemania volvió a pasar a los cuartos de final, pero fue avergonzada en la ronda por la anfitriona España 83–55; y eliminada del torneo.
Durante el Torneo Preolímpico 2008, Alemania consiguió la clasificación para los Juegos Olímpicos de 2008, tras conseguir el último puesto al derrotar a Puerto Rico 82–96. El equipo, sin embargo, no mostró ninguna urgencia después de su primera victoria en la competición contra Angola. Alemania terminaría con un récord de (1-4) y no lograría salir de la fase preliminar. En el EuroBasket 2009, y esta vez sin Dirk Nowitzki, el equipo nacional continuó con su juego mediocre; y se quedó sin llegar a cuartos de final.
Para la clasificación para la Copa Mundial FIBA 2010, Alemania obtuvo la entrada al torneo al recibir un comodín. Sin embargo, fueron rápidamente eliminados del evento, después de registrar un récord (2-3) en la fase de grupos. Al año siguiente, en el EuroBasket 2011, Nowitzki se reincorporó al equipo nacional por primera vez desde los Juegos Olímpicos de 2008. Encuadrada en el Grupo B al comenzar la competición, Alemania mostró dominio en su primer partido contra Israel 91–64. El equipo eventualmente obtendría dos victorias más en la ronda para terminar en (3-2) y avanzar hacia la segunda fase de grupos. Allí, Alemania tuvo problemas, ganando sólo un partido contra Turquía para finalizar el torneo. Después de no poder clasificarse para los Juegos Olímpicos de 2012, Alemania ingresó al EuroBasket 2013. Aunque sin los servicios de un Dirk Nowitzki envejecido, las expectativas para el equipo eran limitadas. Alemania, situada en el Grupo A, comenzó el torneo con una sorprendente victoria sobre Francia por 74–80. Sin embargo, después de la brillantez demostrada en el partido inaugural, el equipo sufrió derrotas en tres de sus siguientes cuatro juegos en la ronda para ser eliminado.
Para el EuroBasket 2015, Alemania fue nombrada uno de los cuatro coanfitriones del evento. Con el regreso de Dirk Nowitzki al equipo por primera vez desde 2011, había esperanzas de que pudiera ayudar una vez más a Alemania en una carrera profunda. Alemania, incluida en el Grupo B de la final del EuroBasket y visto por muchos como el "Grupo de la Muerte" al entrar en el torneo, se impuso en su primer partido contra Islandia por 71–65. Después de la victoria, el equipo tendría la desgracia de perder sus últimos cuatro partidos de la ronda preliminar por siete puntos o menos en cada juego para cerrar el evento (1-4). Tras el duro torneo para Alemania, la leyenda de la selección nacional Dirk Nowitzki anunció su retirada de la competición internacional.

### Schröder asume el control (2017-presente)
Dejando atrás la decepción del EuroBasket anterior, Alemania salió de la competición con algunas cosas positivas. El equipo descubrió al armador fenómeno en ascenso Dennis Schröder, quien lideró a Alemania en anotaciones y asistencias en el evento de 2015.
Durante la clasificación para el EuroBasket 2017, Alemania venció a Dinamarca en su primer partido por 101–74, antes del derbi con Austria. Al comenzar el partido, la enérgica multitud de Austria ayudó a su equipo a mantener la ventaja durante la mayor parte del partido, pero Alemania haría un último esfuerzo en el último cuarto para robarse el partido de visitante 59–61. Después de su resistente victoria en Austria, el equipo obtuvo un récord (4-2) para asegurar la clasificación.
En el torneo, Alemania terminó segunda en el Grupo B con un récord (3-2) y avanzó a los octavos de final. Allí, derrotó a sus rivales Francia en una batalla de ida y vuelta 84-81. Aunque en su partido de cuartos de final, el equipo se quedó corto ante España, eventual medallista de bronce, 84–72. Si bien la racha de Alemania no terminó como querían, destacaron los inmensos esfuerzos de Dennis Schröder. Terminó segundo en anotaciones en la competición por segundo EuroBasket consecutivo.
En los clasificatorios europeos para la Copa Mundial FIBA 2019, Alemania abrió su campaña de clasificación para la Copa Mundial con una victoria en casa contra Georgia 79–70. Tras la victoria, Alemania arrasó en la primera ronda de clasificación con (6-0) para avanzar. Durante la segunda y última ronda, el equipo derrotó fácilmente a Estonia 43–86 en el primer juego. Contra Israel en el segundo partido, con la posibilidad de conseguir la clasificación para la Copa del Mundo faltando cuatro partidos para el final, Alemania remontó una desventaja de 23 puntos para finalmente ganar en tiempo extra 112–98.
En la fase final de la Copa del Mundo, por primera vez desde 2010, Alemania quedó incluida en el Grupo F para comenzar el evento. Sin embargo, después de dos derrotas estrechas ante Francia y República Dominicana, Alemania derrotó fácilmente a Jordania 96–62. Con un récord de (1-2) en el juego de grupo, el equipo no pudo avanzar y fue enviado a la fase de clasificación para terminar la competencia. Dos años más tarde, Alemania quedó invicta (4-0) durante el Torneo Preolímpico en Split, Croacia, para clasificarse para los Juegos Olímpicos de Tokio. En los Juegos Olímpicos de 2020, que se retrasaron hasta 2021 debido a la pandemia de COVID-19, Alemania terminó (1-2) en la fase preliminar. Sin embargo, con el equipo clasificado como uno de los mejores terceros clasificados de los tres grupos, fue suficiente para avanzar. En cuartos de final, Alemania no avanzaría más, ya que fue eliminada en la ronda por Eslovenia 86–70.
En el EuroBasket 2022, Alemania fue coanfitriona de la competición por segunda vez. Con Dennis Schröder de vuelta en la selección nacional, después de perderse los Juegos Olímpicos de 2020, Alemania llegó al evento con grandes esperanzas. Antes del primer partido de Alemania en el Grupo B contra Francia, la Federación Alemana de Baloncesto celebró una ceremonia en honor al ícono del equipo nacional Dirk Nowitzki, donde se retiró oficialmente su camiseta con el número 14. Después de la conclusión de las festividades previas al partido, Alemania aprovecharía las emociones de la noche para ganar 63–76. Tras la victoria de Alemania sobre Bosnia y Herzegovina en el segundo juego, el equipo prevaleció en una dura batalla de doble tiempo extra contra Lituania 107-109. Con un récord de (3-0), el equipo sufriría su primera derrota de la competición ante Eslovenia, antes de cerrar la fase de grupos con una victoria contra Hungría. 
Después de eliminar a Montenegro en octavos de final, Alemania se enfrentó a Giannis Antetokounmpo y Grecia en cuartos de final. Sin embargo, detrás del tórrido juego de tiro de Alemania, el equipo aseguró contundentemente su lugar en las semifinales por primera vez en 17 años; con una victoria 107–96. Allí, el equipo se quedaría corto ante el eventual campeón España 91–96. Aunque con la medalla de bronce aún a su alcance, Alemania derrotaría a Polonia 82–69 para terminar el torneo.
Tras el tercer puesto de Alemania en el EuroBasket de 2022, el equipo pasó por los clasificatorios europeos para la Copa Mundial FIBA 2023. Al terminar con un récord (10-2) durante la clasificación, Alemania confirmó su séptima aparición en la Copa del Mundo. Al ingresar al evento, Alemania estaba preparada para no replicar el desempeño decepcionante que exhibió en la Copa del Mundo de 2019, ya que el equipo completó la fase preliminar de la competencia con (3-0).
De cara a la segunda ronda, después de derrotar contundentemente a Georgia 100–73 en el primer partido, Alemania mostró dominio después de un comienzo lento para derrotar a Luka Dončić y Eslovenia 100–71. Dirigida por el capitán del equipo Dennis Schröder (24 puntos y 10 asistencias), Alemania avanzaría a los cuartos de final. Allí, Alemania escapó de un choque de ida y vuelta contra el equipo sorpresa del torneo Letonia 81–79. En las semifinales, ayudada por la actuación clave del veterano del equipo nacional Andreas Obst y los suyos (24 puntos), Alemania eliminó a Estados Unidos 111-113; llegando a la final de un Mundial por primera vez en su historia. En el juego por el título, en un asunto muy reñido, Alemania derrotó a Serbia 83–77 para convertirse en campeona del mundo. Después del evento, el juego consistente durante todo el torneo de Dennis Schröder le valió el premio MVP.

## Plantilla
- Lista de jugadores convocados que disputaron la Copa Mundial de Baloncesto de 2023.[78]

| Alemania                   | Alemania           | Alemania | Alemania | Alemania | Alemania         |
| Num                        | Jugador            | Pos      | Altura   | Edad     | Equipo           |
| -------------------------- | ------------------ | -------- | -------- | -------- | ---------------- |
| 0                          | Isaac Bonga        | B        | 2,03 m   | 23       | FC Bayern Múnich |
| 4                          | Maodo Lô           | B        | 1,91 m   | 30       | Olimpia Milano   |
| 5                          | Niels Giffey       | A        | 2,00 m   | 32       | FC Bayern Múnich |
| 7                          | Johannes Voigtmann | P        | 2,11 m   | 30       | Olimpia Milano   |
| 9                          | Franz Wagner       | E        | 2,08 m   | 21       | Orlando Magic    |
| 10                         | Daniel Theis       | AP       | 2,03 m   | 31       | Indiana Pacers   |
| 13                         | Moritz Wagner      | A        | 2,11 m   | 26       | Orlando Magic    |
| 17                         | Dennis Schröder    | B        | 1,85 m   | 29       | Toronto Raptors  |
| 21                         | Justus Hollatz     | B        | 1,91 m   | 22       | Anadolu Efes     |
| 32                         | Johannes Thiemann  | AP       | 2,05 m   | 29       | ALBA Berlín      |
| 42                         | Andreas Obst       | E        | 1,91 m   | 27       | FC Bayern Múnich |
| 44                         | David Krämer       | B        | 1,96 m   | 26       | Covirán Granada  |
| Entrenador: Gordon Herbert |                    |          |          |          |                  |

## Partidos

### Próximos encuentros
| Fecha                    | Ciudad             | Competición                | Local          |                           | Resultado |                                 | Visitante            |
| ------------------------ | ------------------ | -------------------------- | -------------- | ------------------------- | --------- | ------------------------------- | -------------------- |
| 25 de agosto de 2022     | Estocolmo          | Clasificación Mundial 2023 | Suecia         | Bandera de Suecia         | 50:67     | Bandera de Alemania             | Alemania             |
| 28 de agosto de 2022     | Múnich             | Clasificación Mundial 2023 | Alemania       | Bandera de Alemania       | 90:71     | Bandera de Eslovenia            | Eslovenia            |
| 1 de septiembre de 2022  | Colonia            | EuroBasket 2022            | Francia        | Bandera de Francia        | 63:76     | Bandera de Alemania             | Alemania             |
| 3 de septiembre de 2022  | Colonia            | EuroBasket 2022            | Alemania       | Bandera de Alemania       | 92:82     | Bandera de Bosnia y Herzegovina | Bosnia y Herzegovina |
| 4 de septiembre de 2022  | Colonia            | EuroBasket 2022            | Lituania       | Bandera de Lituania       | 107:109   | Bandera de Alemania             | Alemania             |
| 6 de septiembre de 2022  | Colonia            | EuroBasket 2022            | Alemania       | Bandera de Alemania       | 80:88     | Bandera de Eslovenia            | Eslovenia            |
| 7 de septiembre de 2022  | Colonia            | EuroBasket 2022            | Hungría        | Bandera de Hungría        | 71:106    | Bandera de Alemania             | Alemania             |
| 10 de septiembre de 2022 | Berlín             | EuroBasket 2022            | Alemania       | Bandera de Alemania       | 85:79     | Bandera de Montenegro           | Montenegro           |
| 13 de septiembre de 2022 | Berlín             | EuroBasket 2022            | Alemania       | Bandera de Alemania       | 107:96    | Bandera de Grecia               | Grecia               |
| 16 de septiembre de 2022 | Berlín             | EuroBasket 2022            | Alemania       | Bandera de Alemania       | 91:96     | Bandera de España               | España               |
| 18 de septiembre de 2022 | Berlín             | EuroBasket 2022            | Alemania       | Bandera de Alemania       | 82:69     | Bandera de Polonia              | Polonia              |
| 11 de noviembre de 2022  | Bamberg            | Clasificación Mundial 2023 | Alemania       | Bandera de Alemania       | 94:80     | Bandera de Finlandia            | Finlandia            |
| 14 de noviembre de 2022  | Koper              | Clasificación Mundial 2023 | Eslovenia      | Bandera de Eslovenia      | 81:75     | Bandera de Alemania             | Alemania             |
| 24 de febrero de 2023    | Fráncfort del Meno | Clasificación Mundial 2023 | Alemania       | Bandera de Alemania       | 73:66     | Bandera de Suecia               | Suecia               |
| 27 de febrero de 2023    | Espoo              | Clasificación Mundial 2023 | Finlandia      | Bandera de Finlandia      | 81:87     | Bandera de Alemania             | Alemania             |
| 25 de agosto de 2023     | Okinawa            | Copa Mundial 2023          | Alemania       | Bandera de Alemania       | 81:63     | Bandera de Japón                | Japón                |
| 27 de agosto de 2023     | Okinawa            | Copa Mundial 2023          | Australia      | Bandera de Australia      | 82:85     | Bandera de Alemania             | Alemania             |
| 29 de agosto de 2023     | Okinawa            | Copa Mundial 2023          | Alemania       | Bandera de Alemania       | 101:75    | Bandera de Finlandia            | Finlandia            |
| 1 de septiembre de 2023  | Okinawa            | Copa Mundial 2023          | Alemania       | Bandera de Alemania       | 100:73    | Bandera de Georgia              | Georgia              |
| 3 de septiembre de 2023  | Okinawa            | Copa Mundial 2023          | Alemania       | Bandera de Alemania       | 100:71    | Bandera de Eslovenia            | Eslovenia            |
| 6 de septiembre de 2023  | Pasay              | Copa Mundial 2023          | Alemania       | Bandera de Alemania       | 81:79     | Bandera de Letonia              | Letonia              |
| 8 de septiembre de 2023  | Pasay              | Copa Mundial 2023          | Estados Unidos | Bandera de Estados Unidos | 111:113   | Bandera de Alemania             | Alemania             |
| 10 de septiembre de 2023 | Pasay              | Copa Mundial 2023          | Alemania       | Bandera de Alemania       | 83:77     | Bandera de Serbia               | Serbia               |

## Entrenadores
| - Hugo Murero: 1935–1942 - Theo Clausen: 1947–1951 - Anton Kartak: 1951–1956 - Theodor Vychodil: 1956–1961 - Branimir Volfer: 1961–1962 - Yakovos Bilek: 1962–1968 - Kurt Siebenhaar: 1968–1969 - Miloslav Kriz: 1969–1971 - Theodor Schober: 1971–1972 - Dietfried Kienast: 1972–1973 |  | - Pascal Ezguilian: 1974–1976 - Raimondo Nonato De Azevedo: 1976 - Bernd Röder: 1976–1980 - Terry Schofield: 1980–1982 - Chris Lee: 1983–1984 - Ralph Klein: 1983–1986 - Svetislav Pešić: 1987–1993 - Dirk Bauermann: 1994 - Vladislav Lučić: 1994–1997 |  | - Henrik Dettmann: 1997–2003 - Dirk Bauermann: 2003–2012 - Svetislav Pešić: 2012 - Frank Menz: 2013–2014 - Emir Mutapčić: 2014 - Chris Fleming: 2014–2017 - Henrik Rödl: 2017–2021 - Gordon Herbert: 2021–2024 - Álex Mumbrú: 2024–presente |

## Plantillas anteriores
- Juegos Olímpicos 1936: finalizó 17° de 21 equipos.

Bernhard Cuiper, Robert Duis, Karl Endres, Emil Göing, Otto Kuchenbecker, Emil Lohbeck, Hans Niclaus, Kurt Oleska, Siegfried Reischies, Heinz Steinschulte. Entrenador: Hugo Murero
- EuroBasket 1951: finalizó 12° de 17 equipos.

Kurt Siebenhaar, Ulrich Konz, Felix Diefenbach, Wolfgang Heinker, Rudi Hohner, Rudolf Beyerlein, Franz Kronberger, Willi Leissler, Markus Bernhard, Gunter Piontek, Oskar Roth, Theodor Schober, Harald Muller, Arthur Stolz. Entrenador: Theo Clausen
- EuroBasket 1953: finalizó 14° de 17 equipos.

Kurt Siebenhaar, Theodor Schober, Richard Mahrwald, Gunter Piontek, Friedrich Mahlo, Hans Bayer, Hartmut Kruger, Oskar Roth, Rolf Heinker, Gerd Konzag, Rudolf Beyerlein, Richard Griese, Markus Bernhard. Entrenador: Anton Kartak
- EuroBasket 1955: finalizó 17° de 18 equipos.

K. Pfeiffer, L. Waldowski, R. Vogt, Rudolf Beyerlein, E. Friebel, Kurt Siebenhaar, Theodor Schober, Oskar Roth, Arthur Stolz, U. Schmitt, Harald Muller, Richard Griese, K. Brehm. Entrenador: Anton Kartak
- EuroBasket 1957: finalizó 13° de 16 equipos.

Auxer, Lamade, Horst Stein, R. Vogt, Arthur Stolz, Rigauer, Gerhard Biller, Ottmar, Hans Brydniak, Peter, Klaus Schulz, Richard Griese, Scherer. Entrenador: Theodor Vychodil
- EuroBasket 1961: finalizó 16° de 19 equipos.

Hans Gruttner, Horst Stein, Richard Pull, Arthur Stolz, Hannes Neumann, Hans Brydniak, Klaus Weinand, Oskar Roth, Gerhard Biller, Volker Heindel, Klaus Schulz, Jürgen Langhoff. Entrenador: Branimir Volfer
- EuroBasket 1965: finalizó 14° de 16 equipos.

Klaus Urmitzer, Heinz Neef, Hans-Dieter Niedlich, Dietmar Kienast, Hannes Neumann, Bernd Roder, Klaus Weinand, Dieter Sarodnik, Klaus Jungnickel, Udo Wolfram, Klaus Schulz, Jorg Kruger. Entrenador: Yakovos Bilek
- EuroBasket 1971: finalizó 9° de 12 equipos.

Helmut Uhlig, Rolf Dieter, Dieter Pfeiffer, Jurgen Loibl, Gerd Brand, Rainer Pethran, Jochen Pollex, Klaus Urmitzer, Holger Geschwindner, Jürgen Wohlers, Dietrich Keller, Norbert Thimm. Entrenador: Theodor Schober
- Juegos Olímpicos 1972: finalizó 12° de 16 equipos.

Helmut Uhlig, Klaus Weinand, Dieter Kuprella, Karl Ampt, Hans-Jörg Krüger, Rainer Pethran, Jochen Pollex, Joachim Linnemann, Holger Geschwindner, Jürgen Wohlers, Dietrich Keller, Norbert Thimm. Entrenador: Theodor Schober
- EuroBasket 1981: finalizó 10° de 12 equipos.

Hans-Gunther Ludwig, Joseph Waniek, Sebastian Brunnert, Matthias Strauss, Jorg Heidrich, Klaus Zander, Michael Pappert, Volkert Asshoff, Holger Arpe, Lutz Wadehn, Armin Sowa, Ingo Mendel. Entrenador: Terry Schofield
- EuroBasket 1983: finalizó 8° de 12 equipos.

Christoph Körner, Frank Hudson, Uwe Brauer, Matthias Strauss, Ulrich Peters, Klaus Zander, Michael Pappert, Armin Sowa, Detlef Schrempf, Uwe Blab, Lutz Wadehn, Gunther Behnke. Entrenador: Chris Lee
- Juegos Olímpicos 1984: finalizó 8° de 12 equipos.

Christoph Körner, Vladimir Kadlec, Uwe Brauer, Uwe Sauer, Ulrich Peters, Klaus Zander, Michael Pappert, Armin Sowa, Detlef Schrempf, Uwe Blab, Ingo Mendel, Christian Welp. Entrenador: Ralph Klein
- EuroBasket 1985: finalizó 5° de 12 equipos.

Ulrich Peters, Stephan Baeck, Christoph Körner, Uwe Sauer, Michael Jackel, Christian Welp, Uwe Blab, Armin Sowa, Detlef Schrempf, Lutz Wadehn, Burkhard Schröder, Gunther Behnke. Entrenador: Ralph Klein
- Campeonato Mundial 1986: finalizó 13° de 24 equipos.

Ralf Risse, Armin Andres, Michael Koch, Jan Villwock, Rainer Greunke, Holger Arpe, Christian Welp, Armin Sowa, Hansi Gnad, Lutz Wadehn, Gunther Behnke, Burkhard Schröder. Entrenador: Ralph Klein
- EuroBasket 1987: finalizó 6° de 12 equipos.

Armin Andres, Christoph Körner, Michael Koch, Henning Harnisch, Jens Kujawa, Christian Welp, Sven Meyer, Michael Pappert, Hansi Gnad, Lutz Wadehn, Gunther Behnke, Michael Jackel. Entrenador: Ralph Klein
- Juegos Olímpicos 1992: finalizó 7° de 12 equipos.

Gunther Behnke, Henrik Rödl, Armin Andres, Stephan Baeck, Arndt Neuhaus, Henning Harnisch, Uwe Blab, Detlef Schrempf, Hansi Gnad, Kai Nürnberger, Jens Kujawa, Michael Jackel. Entrenador: Svetislav Pešić
- EuroBasket 1993: finalizó 1°  de 16 equipos.

Christian Welp, Henning Harnisch, Hansi Gnad, Michael Koch, Gunther Behnke, Kai Nürnberger, Henrik Rödl, Stephan Baeck, Michael Jackel, Moritz Kleine-Brockhoff, Teoman Öztürk, Jens Kujawa. Entrenador: Svetislav Pešić
- Campeonato Mundial 1994: finalizó 12° de 16 equipos.

Henning Harnisch, Michael Koch, Sascha Hupmann, Henrik Rödl, Hansi Gnad, Gunther Behnke, Kai Nürnberger, Patrick King, Detlef Musch, Arndt Neuhaus, Oliver Herkelmann, Mike Knorr. Entrenador: Dirk Bauermann
- EuroBasket 1995: finalizó 11° de 14 equipos.

Ingo Freyer, Henrik Rödl, Michael Koch, Detlef Musch, Denis Wucherer, Christian Welp, Teoman Öztürk, Patrick King, Hansi Gnad, Kai Nürnberger, Ademola Okulaja, Michael Knörr. Entrenador: Vladislav Lučić
- EuroBasket 1997: finalizó 12° de 16 equipos.

Henrik Rödl, Jörg Lütcke, Gerrit Terdenge, Vladimir Bogojević, Denis Wucherer, Henning Harnisch, Sascha Hupmann, Jürgen Malbeck, Patrick Femerling, Ademola Okulaja, Tim Nees, Alexander Kühl. Entrenador: Vladislav Lučić
- EuroBasket 1999: finalizó 7° de 16 equipos.

Henrik Rödl, Jörg Lütcke, Kai Nürnberger, Vladimir Bogojević, Denis Wucherer, Drazan Tomic, Patrick Femerling, Gerrit Terdenge, Stephen Arigbabu, Ademola Okulaja, Tim Nees, Dirk Nowitzki. Entrenador: Henrik Dettmann
- EuroBasket 2001: finalizó 4° de 16 equipos.

Mithat Demirel, Ademola Okulaja, Robert Garrett, Marko Pešić, Stefano Garris, Drazan Tomic, Marvin Willoughby, Stipo Papić, Stephen Arigbabu, Patrick Femerling, Dirk Nowitzki, Shawn Bradley. Entrenador: Henrik Dettmann
- Campeonato Mundial 2002: finalizó 3°  de 16 equipos.

Dirk Nowitzki, Patrick Femerling, Ademola Okulaja, Henrik Rödl, Marko Pešić, Mithat Demirel, Robert Maras, Stefano Garris, Misan Haldin, Pascal Roller, Stephen Arigbabu, Jörg Lütcke. Entrenador: Henrik Dettmann
- EuroBasket 2003: finalizó 11° de 16 equipos.

Mithat Demirel, Ademola Okulaja, Jörg Lütcke, Marko Pešić, Sven Schultze, Steffen Hamann, Misan Haldin, Stefano Garris, Stephen Arigbabu, Patrick Femerling, Dirk Nowitzki, Robert Maras. Entrenador: Henrik Dettmann
- EuroBasket 2005: finalizó 2°  de 16 equipos.

Dirk Nowitzki, Patrick Femerling, Robert Garrett, Marko Pešić, Robert Maras, Pascal Roller, Mithat Demirel, Demond Greene, Misan Haldin, Denis Wucherer, Stephen Arigbabu, Sven Schultze. Entrenador: Dirk Bauermann
- Campeonato Mundial 2006: finalizó 8° de 24 equipos.

Mithat Demirel, Ademola Okulaja, Sven Schultze, Robert Garrett, Johannes Herber, Steffen Hamann, Demond Greene, Pascal Roller, Guido Grünheid, Patrick Femerling, Dirk Nowitzki, Jan-Hendrik Jagla. Entrenador: Dirk Bauermann
- EuroBasket 2007: finalizó 5° de 16 equipos.

Mithat Demirel, Ademola Okulaja, Stephen Arigbabu, Robert Garrett, Johannes Herber, Steffen Hamann, Demond Greene, Pascal Roller, Guido Grünheid, Patrick Femerling, Dirk Nowitzki, Jan-Hendrik Jagla. Entrenador: Dirk Bauermann
- Juegos Olímpicos 2008: finalizó 10° de 12 equipos.

Tim Ohlbrecht, Philip Zwiener, Sven Schultze, Robert Garrett, Konrad Wysocki, Steffen Hamann, Demond Greene, Pascal Roller, Chris Kaman, Patrick Femerling, Dirk Nowitzki, Jan-Hendrik Jagla. Entrenador: Dirk Bauermann
- EuroBasket 2009: finalizó 11° de 16 equipos.

Lucca Staiger, Heiko Schaffartzik, Sven Schultze, Tim Ohlbrecht, Konrad Wysocki, Steffen Hamann, Demond Greene, Tibor Pleiß, Elias Harris, Patrick Femerling, Robin Benzing, Jan-Hendrik Jagla. Entrenador: Dirk Bauermann
- Campeonato Mundial 2010: finalizó 17° de 24 equipos.

Lucca Staiger, Heiko Schaffartzik, Per Günther, Tim Ohlbrecht, Christopher McNaughton, Steffen Hamann, Demond Greene, Tibor Pleiß, Elias Harris, Philipp Schwethelm, Robin Benzing, Jan-Hendrik Jagla. Entrenador: Dirk Bauermann
- EuroBasket 2011: finalizó 9° de 24 equipos.

Robin Benzing, Johannes Herber, Steffen Hamann, Sven Schultze, Heiko Schaffartzik, Tim Ohlbrecht, Philipp Schwethelm, Tibor Pleiß, Chris Kaman, Lucca Staiger, Dirk Nowitzki, Jan-Hendrik Jagla. Entrenador: Dirk Bauermann
- EuroBasket 2013: finalizó 17° de 24 equipos.

Alex King, Niels Giffey, Per Günther, Philip Zwiener, Heiko Schaffartzik, Karsten Tadda, Lucca Staiger, Tibor Pleiß, Robin Benzing, Bastian Doreth, Andreas Seiferth, Maik Zirbes. Entrenador: Frank Menz
- EuroBasket 2015: finalizó 18° de 24 equipos.

Maodo Lô, Niels Giffey, Alex King, Heiko Schaffartzik, Karsten Tadda, Tibor Pleiß, Robin Benzing, Dirk Nowitzki, Dennis Schröder, Paul Zipser, Anton Gavel, Johannes Voigtmann. Entrenador: Chris Fleming
- EuroBasket 2017: finalizó 6° de 24 equipos.

Maodo Lô, Johannes Voigtmann, Lucca Staiger, Karsten Tadda, Daniel Theis, Robin Benzing, Dennis Schröder, İsmet Akpınar, Danilo Barthel, Johannes Thiemann, Patrick Heckmann, Isaiah Hartenstein. Entrenador: Chris Fleming
- Copa Mundial 2019: finalizó 18° de 32 equipos.

Maodo Lô, Niels Giffey, Johannes Voigtmann, İsmet Akpınar, Daniel Theis, Robin Benzing, Dennis Schröder, Paul Zipser, Danilo Barthel, Maxi Kleber, Johannes Thiemann, Andreas Obst. Entrenador: Henrik Rödl
- Juegos Olímpicos 2020: finalizó 8° de 12 equipos.

Isaac Bonga, Joshiko Saibou, Maodo Lô, Niels Giffey, Jan Wimberg, Johannes Voigtmann, Robin Benzing, Moritz Wagner, Lukas Wank, Danilo Barthel, Johannes Thiemann, Andreas Obst. Entrenador: Henrik Rödl
- EuroBasket 2022: finalizó 3°  de 24 equipos.

Maodo Lô, Niels Giffey, Nick Weiler-Babb, Johannes Voigtmann, Franz Wagner, Daniel Theis, Dennis Schröder, Jonas Wohlfarth-Bottermann, Justus Hollatz, Johannes Thiemann, Andreas Obst, Christian Sengfelder. Entrenador: Gordon Herbert
- Copa Mundial 2023: finalizó 1°  de 32 equipos.

Isaac Bonga, Maodo Lô, Niels Giffey, Johannes Voigtmann, Franz Wagner, Daniel Theis, Moritz Wagner, Dennis Schröder, Justus Hollatz, Johannes Thiemann, Andreas Obst, David Krämer. Entrenador: Gordon Herbert
- Juegos Olímpicos 2024: finalizó 4° de 12 equipos.

Oscar Da Silva, Isaac Bonga, Niels Giffey, Johannes Voigtmann, Franz Wagner, Daniel Theis, Moritz Wagner, Maodo Lô, Dennis Schröder, Nick Weiler-Babb, Johannes Thiemann, Andreas Obst. Entrenador: Gordon Herbert
- Eurobasket 2025: finalizó  de 24 equipos.

Oscar Da Silva, Tristan Da Silva, Isaac Bonga, Niels Giffey, Johannes Voigtmann, Franz Wagner, Daniel Theis, Moritz Wagner, Maodo Lô, Dennis Schröder, Justus Hollatz, Johannes Thiemann, Andreas Obst, Nelson Weidermann, Christian Anderson Jr., Tim Schneider, Leon Kratzer, David Krämer. Entrenador: Álex Mumbrú

## Historial

### Copa Mundial
Resultado General: 14.º puesto
| Copa Mundial de Baloncesto |
| --- |
| - 1950: No calificó - 1954: No calificó - 1959: No calificó - 1963: No calificó - 1967: No calificó - 1970: No calificó - 1974: No calificó - 1978: No calificó - 1982: No calificó - 1986: 13° Lugar - 1990: No calificó - 1994: 12° Lugar - 1998: No calificó - 2002: - 2006: 8° Lugar - 2010: 17° Lugar - 2014: No calificó - 2019: 18° Lugar - 2023: - 2027: TBD |

### Juegos Olímpicos
| Baloncesto en los Juegos Olímpicos |
| --- |
| - Berlín 1936: 15° Lugar - Londres 1948: No calificó - Helsinki 1952: No calificó - Melbourne 1956: No calificó - Roma 1960: No calificó - Tokio 1964: No calificó - México 1968: No calificó - Múnich 1972: 12° Lugar - Montreal 1976: No calificó - Moscú 1980: No calificó - Los Ángeles 1984: 8° Lugar - Seúl 1988: No calificó - Barcelona 1992: 7° Lugar - Atlanta 1996: No calificó - Sídney 2000: No calificó - Atenas 2004: No calificó - Pekín 2008: 10° Lugar - Londres 2012: No calificó - Río 2016: No calificó - Tokio 2020: 8° Lugar - París 2024: 4° Lugar |

### EuroBasket
| EuroBasket |
| --- |
| - 1935: No participó - 1937: No participó - 1939: No participó - 1946: No participó - 1947: No participó - 1949: No participó - 1951: 12° Lugar - 1953: 14° Lugar - 1955: 17° Lugar - 1957: 13° Lugar - 1959: No participó - 1961: 16° Lugar - 1963: No participó - 1965: 14° Lugar - 1967: No participó - 1969: No participó - 1971: 9° Lugar - 1973: No participó - 1975: No participó - 1977: No participó - 1979: No participó - 1981: 10° Lugar - 1983: 8° Lugar - 1985: 5° Lugar - 1987: 6° Lugar - 1989: No participó - 1991: No participó - 1993: - 1995: 10° Lugar - 1997: 12° Lugar - 1999: 7° Lugar - 2001: 4° Lugar - 2003: 9° Lugar - 2005: - 2007: 5° Lugar - 2009: 11° Lugar - 2011: 9° Lugar - 2013: 17° Lugar - 2015: 18° Lugar - 2017: 6° Lugar - 2022: - 2025: TBD |

## Dorsales retirados
- #14, Dirk Nowitzki.[79]

## Palmarés
- Copa Mundial de Baloncesto:
  -   Campeón (1): 2023
  -  Tercer lugar (1): 2002

- EuroBasket:
  -   Campeón (1): 1993
  -  Subcampeón (1): 2005
  -  Tercer lugar (1): 2022

- Copa Continental Stankovic:
  -  Subcampeón (1): 2006